# Conquering the Throne
A Conquering the Throne az amerikai Hate Eternal death metal együttes debütáló nagylemeze. Az album 1999. november 2-án jelent meg az Earache Records alkiadójánál a Wicked World Records kiadónál. Ez az egyetlen Hate Eternal album, melyen Tim Yeung dobol. Mivel Rutan korábban közreműködött, a Morbid Angel több lemezén is, a korongot nagy várakozás előzte meg a death metal rajongók részéről. Zeneileg egy Morbid Angel és Suffocation hatásokat is rejtő album született, mely csak nyomokban tartalmazta a későbbi Hate Eternal stílusjegyeket.
Az album borítója Hans Memling "The Last Judgment" című festménye alapján készült.

## Számlista
1. "Praise of The Almighty"   – 2:38
2. "Dogma Condemned"  – 3:00
3. "Catacombs"  – 3:16
4. "Nailed to Obscurity"  – 2:22
5. "By His Own Decree"  – 3:25
6. "The Creed Of Chaotic Divinity"  – 2:58
7. "Dethroned"  – 2:36
8. "Sacrilege of Hate"  – 2:22
9. "Spiritual Holocaust"  – 3:27
10. "Darkness by Oath"  – 4:11
11. "Saturated In Dejection"  – 3:08

## Zenészek
- Erik Rutan - Ének/Gitár
- Jared Anderson - Háttérvokál/Basszusgitár
- Tim Yeung - Dob
- Doug Cerrito - Gitár